# АЕС Борселе
Атомна електростанція Борселе (Kerncentrale Borssele) — атомна електростанція поблизу нідерландського села Борсселе. Вона має водо-водяний реактор (PWR). Борселе є єдиною атомною електростанцією, яка все ще працює для виробництва електроенергії в Нідерландах. Його чистий вихід становить 485 МВт.

## Історія
Атомна електростанція Borssele була побудована компанією Siemens і працює з 1973 року. Спочатку вона була побудована в основному для забезпечення відносно дешевою електроенергією заводу з виплавки алюмінію, відкритого французьким концерном Pechiney на сусідньому місці в 1971 році, який протягом багатьох років використовував дві третини потужності електростанції. У 2006 році встановлення сучасної парової турбіни призвело до початкової електричної потужності 449 МВт до 485 МВт.

## Ядерне паливо
У липні 2011 року Borssele отримав від уряду дозвіл на спалювання МОХ-палива. Зараз уран, який використовує Borssele, надходить із Казахстану.

## Радіоактивні відходи
Areva NC переробляє відпрацьований матеріал, що розщеплюється. Частина угоди полягає в тому, що радіоактивні відходи (тобто продукти перероблення, що не є корисними) повертаються Нідерландами.

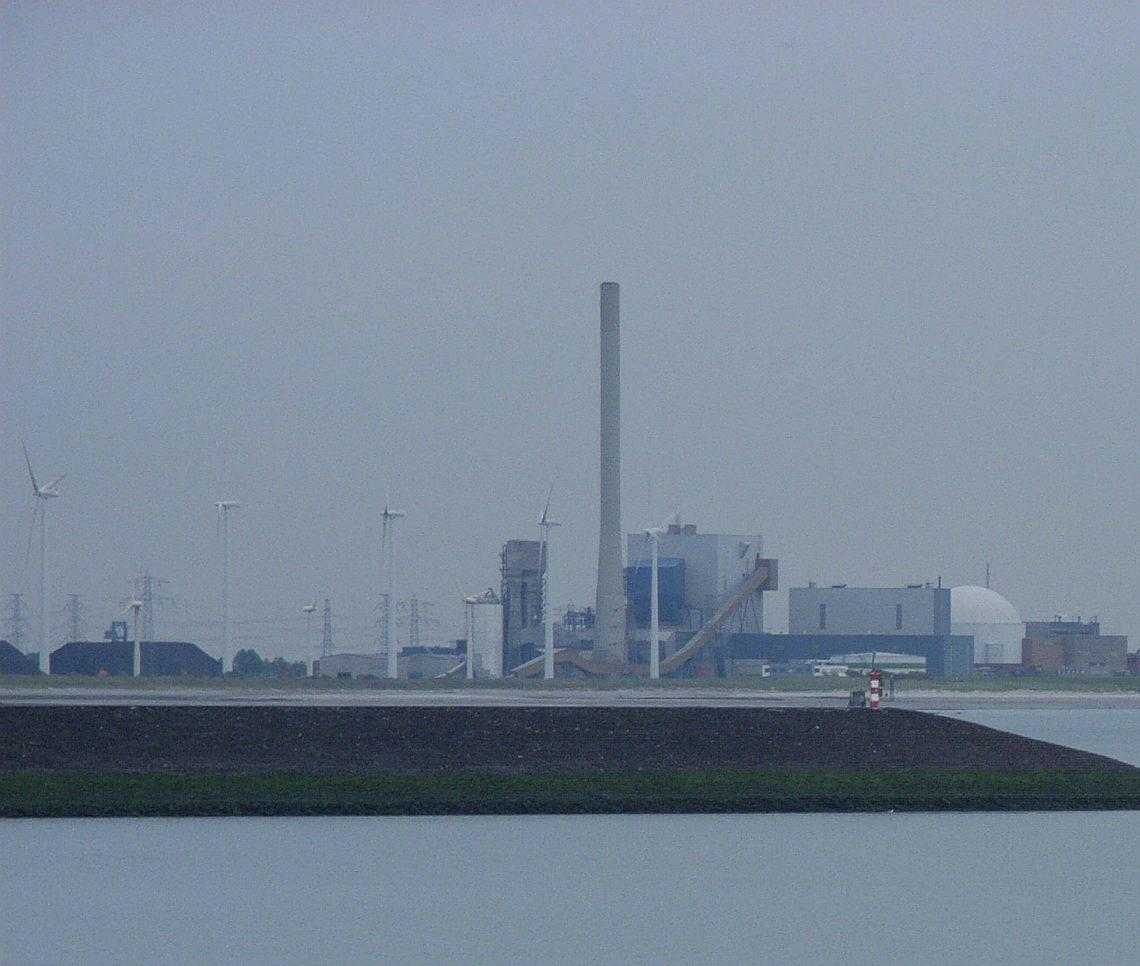
Атомна електростанція Борсселе

Центральна організація з радіоактивних відходів (COVRA), також у Борселе, є національним сховищем для всіх радіоактивних відходів. Це наземний об’єкт, придатний для наступних 100 років.
Борселе щорічно виробляє близько 12 тонн високоактивних відходів.
Атомна станція мала тривалий контракт із заводом з перероблення ядерних матеріалів у Ла Гаазі. Цей контракт закінчився у 2015 році. З 2006 року було неможливо транспортувати використаний твел до Франції, оскільки французькі закони про ядерне паливо були змінені. Новий закон наполягав на тому, що ядерні відходи мають повернутися до Нідерландів протягом короткого періоду. Це також вимагало змін у законі Нідерландів, але минуло 5 років, перш ніж всі нові дозволи на транспорт були оброблені "Raad van State", і всі питання цивільних осіб і вся опозиція проти транспорту були розглянуті належним чином. Весь цей час неможливо було відправити відпрацьоване паливо до Франції, а використані твели накопичувалися в басейні відпрацьованого палива. У період з 2012 по 2015 рік було заплановано десять транспортувань, у яких щоразу на 50 відсотків більше паливних стрижнів, ніж зазвичай, доправлятиметься потягом до Гааги. Перероблений уран буде збагачений у Росії шляхом змішування його з високозбагаченим ураном з атомних підводних човнів, викинутих після холодної війни. Чверть урану залишиться в Росії для використання на тамтешніх атомних електростанціях. Перше транспортування відбулося 7 червня 2011 року. Хоча активісти намагалися затримати транспорт, наступного дня паливні стрижні прибули до Ла-Гаги.

## Суперечка

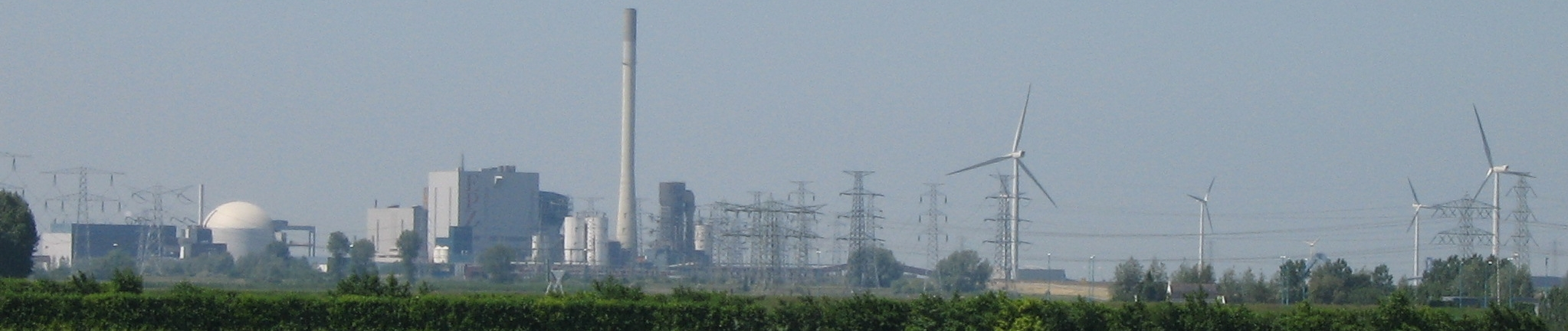
Атомна електростанція

Використання ядерної енергії є суперечливим питанням у голландській політиці. Перша комерційна атомна станція в Нідерландах, Dodewaard, була виведена з експлуатації в 1997 році після всього 28 років служби. Таке рішення було прийнято на тлі політичного спротиву атомній енергетиці. У 1994 році уряд і парламент вирішили закрити завод Borssele з 2004 року. Однак через судові позови власників і співробітників заводу та зміни в державній політиці в 2002 році виведення з експлуатації було відкладено до 2013 року, що означає, що завод точно виконає свій початково запланований термін служби в 40 років. років.

## Інциденти
У 1996 році в Борселе стався інцидент INES 2. Ніхто не постраждав.

## Інформація про енергоблоки
| Енергоблок | Тип реакторів    | Потужність | Потужність | Початок будівництва | Пуск       | Підключення до мережі | Введення в експлуатацію | Закриття |
| Енергоблок | Тип реакторів    | Чистий     | Брутто     | Початок будівництва | Пуск       | Підключення до мережі | Введення в експлуатацію | Закриття |
| ---------- | ---------------- | ---------- | ---------- | ------------------- | ---------- | --------------------- | ----------------------- | -------- |
| Борселе    | PWR, 2-loops KWU | 495 МВт    | 515 МВт    | 01.07.1969          | 20.06.1973 | 04.07.1973            | 26.10.1973              | —        |